# J (桂銀淑の曲)
『J』（ジェイ）は、2003年5月8日に発売された桂銀淑の23枚目のシングルである。発売元は東芝EMI。

## 解説
- 「J」は韓国でヒットした歌で、1988年に桂がアルバム『韓国演歌ベスト16』で日本語カバーした。
- 本シングル発売当時、桂はトラブルの渦中にいたため歌手活動もままならない状態にあったが、門倉有希がこの曲をカバーしヒット中であったことから、桂が以前所属していた東芝EMIが、前述のアルバムに収録の「釜山港へ帰れ」「離別（イビョル）」とのカップリングでシングル発売をした。なお、音源は新録ではなく、1988年当時のものである。

## 収録曲
1. J
  - 作詞: 李世健、訳詞: 三佳令二、作曲: 李世健、編曲: 竜崎孝路
  - 日本語
2. 釜山港へ帰れ
  - 作詞: 黄善友、訳詞: 三佳令二、作曲: 黄善友、編曲: 竜崎孝路
  - 日本語〜韓国語〜日本語
3. 離別（イビョル）
  - 作詞: 吉屋潤、作曲: 吉屋潤、編曲: 竜崎孝路
  - 日本語